# Función de transferencia
Una función de transferencia es un modelo matemático que, a través de un cociente, relaciona la respuesta de un sistema (modelada o señal de salida) con una señal de entrada o excitación (también modelada). En la teoría de control, a menudo se usan las funciones de transferencia para caracterizar las relaciones de entrada y salida de componentes o de sistemas que se describen mediante ecuaciones diferenciales lineales e invariantes en el tiempo. 

## Definición
La podemos definir formalmente como lo siguiente:
La función de transferencia de un sistema lineal e invariante en el tiempo (LTI) se define como la transformada de Laplace de la respuesta al impulso es decir, cuando la entrada es una Dirac delta en tiempo o, equivalentemente, como el cociente entre la transformada de Laplace de la salida y la transformada de Laplace de la entrada, bajo la suposición de que las condiciones iniciales son nulas. 
El pico formado por los modelos de la señal de salida respecto de la señal de entrada, permite encontrar los ceros y los polos, respectivamente. Y que representan las raíces en las que cada uno de los modelos del cociente se iguala a cero. Es decir, representa la región frontera a la que no debe llegar ya sea la respuesta del sistema o la excitación al mismo; ya que de lo contrario llegará ya sea a la región nula o se irá al infinito, respectivamente.
Considerando la temporalidad; es decir, que la excitación al sistema tarda un tiempo en generar sus efectos en el sistema en cuestión y que este tarda otro tiempo en dar respuesta. Esta condición es vista a través de un proceso de convolución, formado por la excitación de entrada convolucionada con el sistema considerado, dando como resultado, la respuesta dentro de un intervalo de tiempo.
Ahora, en ese sentido (el de la convolución), se tiene que observar que la función de transferencia está formada por la deconvolución entre la señal de entrada con el sistema. Dando como resultado la descripción externa de la operación del sistema considerado.
De forma que el proceso de contar con la función de transferencia del sistema a través de la deconvolución, se logra de forma matricial o vectorial, considerando la pseudoinversa de la matriz o vector de entrada multiplicado por el vector de salida, para describir el comportamiento del sistema dentro de un intervalo dado.
Pareciera un proceso complicado, aunque solo baste ver que la convolución discreta es representada por un producto de un vector o matriz fija respecto de una matriz o vector móvil, o que en forma tradicional se observa como una sumatoria.

## Descripción matemática
Uno de los primeros matemáticos en describir estos modelos fue Laplace, a través de su transformación matemática.
Por definición una función de transferencia se puede determinar según la expresión:
donde H (s) es la función de transferencia (también notada como G (s) ); Y (s) es la transformada de Laplace de la respuesta y X (s) es la transformada de Laplace de la señal de entrada.
La función de transferencia también puede considerarse como la respuesta de un sistema inicialmente inerte a un impulso como señal de entrada:
La salida o respuesta en frecuencia del sistema se halla entonces de 
y la respuesta como función del tiempo se halla con la transformada de Laplace inversa de Y(s):
Cualquier sistema físico (mecánico, eléctrico, etc.) se puede traducir a una serie de valores matemáticos a través de los cuales se conoce el comportamiento de estos sistemas frente a valores concretos.
Por ejemplo, en análisis de circuitos eléctricos, la función de transferencia se representa como: 